# Louis-Joseph Deflubé
Louis-Joseph Deflubé, né à Paris le 22 mars 1797 et mort à Pierrefonds dans l'Oise le 30 juin 1884, est un photographe français.

## Biographie
Louis-Joseph Deflubé est un peintre paysagiste et photographe qui pratique le daguerréotype puis le négatif papier.
Deflubé est membre de la Société française de photographie en 1873.

## Décoration
- Chevalier de la Légion d'honneur (décret du 4 février 1869)[1]

## Collections
- Bibliothèque nationale de France
- Musée d'Orsay
- Metropolitan Museum of Art

## Galerie

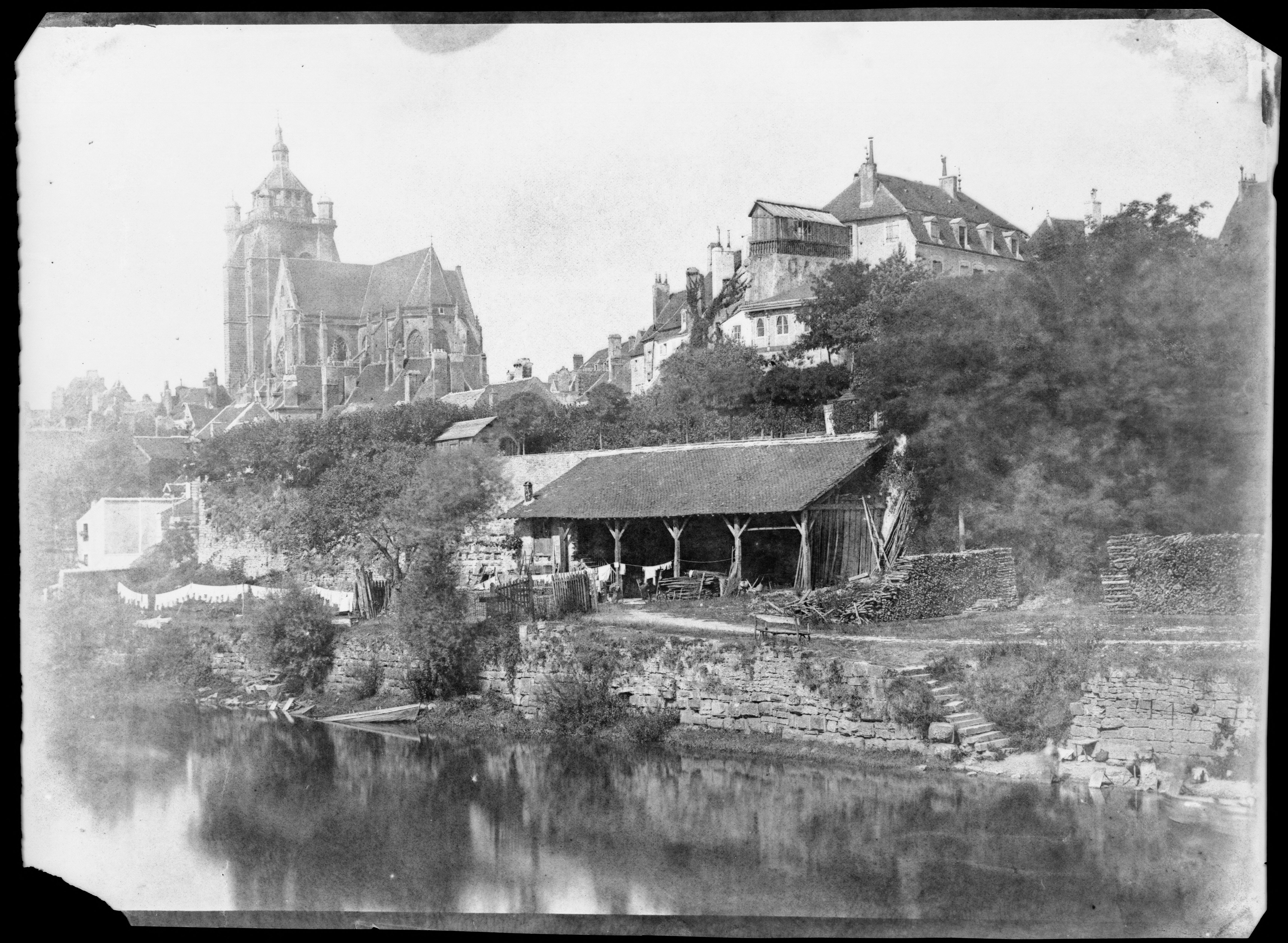
Bords du canal des Tanneurs et collégiale Notre-Dame à Dole.
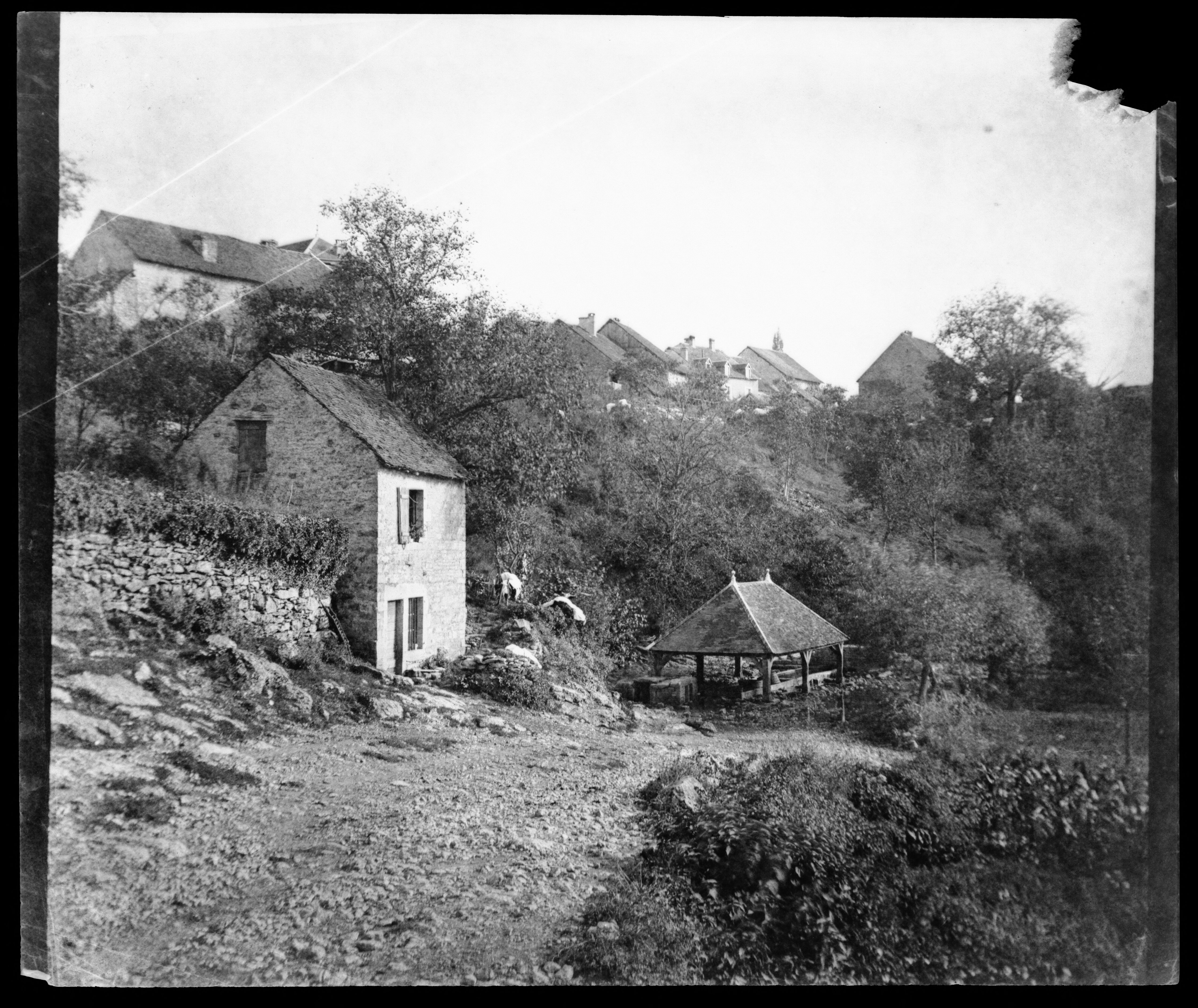
Paysage : maison et lavoir au pied d'une colline.